# Домен белка
Доме́н белка́ — элемент третичной структуры белка, представляющий собой достаточно стабильную и независимую подструктуру белка, фолдинг которой проходит независимо от остальных частей. В состав домена обычно входит несколько элементов вторичной структуры. Сходные по структуре домены встречаются не только в родственных белках (например, в гемоглобинах разных животных), но и в совершенно разных белках.
Достаточно часто доменам присваивают отдельные названия, так как их присутствие непосредственно влияет на выполняемые белком биологической функции — к примеру, Ca2+-связывающий домен кальмодулина, гомеодомен, отвечающий за связывание с ДНК в различных факторах транскрипции и др.
Так как домены достаточно «автономны» в формировании своей структуры и выполнении своей функции, с помощью генной инженерии можно «пришить» к одному из белков домен, принадлежащий другому (создав таким образом белок-химеру). Такая химера при удаче будет совмещать функции обоих белков. Так, например, путём слияния ДНК-связывающего домена Cas9 c различными регуляторными доменами удалось получить искусственные факторы транскрипции (crisprTF), избирательно направляемые на нужные участки генома с помощью изготовленных на заказ «РНК-гидов». С помощью Cas9-домена можно также сконструировать искусственные эндонуклеазы рестрикции, репрессоры, ферменты, модифицирующие эпигеном, такие как ДНК-метилазы и деметилазы.

## Примеры доменов белков
- Гомеодомен
- Цинковые пальцы
- Домен BHLH